# Amt Hatten
Das Amt Hatten (auch: Hattgau) im nördlichen Elsass war ein Amt der Herrschaft Lichtenberg, später der Grafschaft Hanau-Lichtenberg, von der es auf die Landgrafschaft Hessen-Darmstadt überging. Es zeichnete sich durch eine besondere innere Verfassungsstruktur aus, die es auch gegenüber ihren Landesherren bis zum Ende des Heiligen Römischen Reichs weitgehend wahren konnte.

Wappen der Herrschaft Lichtenberg

Wappen der Grafschaft Hanau-Lichtenberg seit 1606

Wappen der Landgrafschaft Hessen-Darmstadt

## Verfassung
Der Hattgau hatte traditionell eine Reihe von Rechten, „besondere Freiheiten“, die das Gebiet aus dem übrigen Bestand der jeweiligen Herrschaft heraushoben:
- „Freien Zug“ (Freizügigkeit)
- „Freie Ehe“ (freie Wahl der Ehegatten)
- Begrenzung des Frondienstes
- Begrenzung der Schatzung (Begrenzung der Steuerpflicht)
- Garantie der Gerichtsverfassung für das Schöffengericht
- Rechtsweggarantie für Prozesse vor dem Hattgauer Schöffengericht
- „Landzug“ (Recht des Schöffengerichts bei schwierigen Fällen den Prozess an das Reichsgericht Hagenau verweisen zu dürfen)
- Schutz vor willkürlichen Pfändungen
- Schutz vor Strafe ohne gerichtliches Urteil
- Recht auf gerichtliche Überprüfung von Verboten und Geboten der Obrigkeit

In Hatten bestand weiter ein Hochgericht, das Landgericht – mit einem deckungsgleichen Gerichtsbezirk – befand sich dagegen in Betschdorf. Über diese vom Reich verliehene Gerichtsbarkeit wachten die Reichsschultheiße der benachbarten Reichsstadt Hagenau.

## Geschichte

### Lichtenberger
Diese freiheitliche Verfassung bestand schon in der Zeit, in der der Hattgau in schriftlichen Quellen fassbar wird: 1332 kauften die Herren von Lichtenberg das Gebiet von den Grafen von Ötingen, damals Landgrafen im Elsass. Aufgrund der verfassungsrechtlichen Besonderheiten bildete der Hattgau ein eigenes Amt innerhalb der Herrschaft Lichtenberg.
1440 wurde eine der Auseinandersetzungen zwischen Jakob von Lichtenberg und seinem Bruder, Ludwig V. von Lichtenberg (* 1417; † 1474), durch eine Realteilung der Herrschaft zu beenden versucht. Das Amt Hatten erhielt dabei Ludwig V.
Anna von Lichtenberg (* 1442; † 1474), eine der beiden Erbtöchter Ludwig V., heiratete 1458 den Grafen Philipp I. den Älteren von Hanau-Babenhausen (* 1417; † 1480), der eine kleine Sekundogenitur aus dem Bestand der Grafschaft Hanau erhalten hatte, um sie heiraten zu können. Durch die Heirat entstand die Grafschaft Hanau-Lichtenberg. Nach dem Tod des letzten Lichtenbergers, Graf Jakob, eines Onkels von Anna, erhielt Philipp I. d. Ä. 1480 die Hälfte der Herrschaft Lichtenberg, darunter auch das Amt Hatten.

### Hanau-Lichtenberg: Hattgauer Sonderrechte und Territorialisierung
Im Prozess der Territorialisierung der Grafschaft Hanau-Lichtenberg waren die Bauern und ihre Sonderrechte der Obrigkeit ein ständiger Dorn im Auge. Der Dauerkonflikt durchzog das 16. Und 17. Jahrhundert. Er begann in großem Umfang, als Graf Philipp III. von Hanau-Lichtenberg im Bauernkrieg gegen die aufständischen Bauern 1525 siegte. Aber das nützte ihm nichts: Die Hattgauer Bauern verteidigten ihre Rechte in einer Vielzahl von Prozessen vor dem Reichskammergericht, das sich vor die Bauern und ihre historischen Rechte stellte und dem Landesherren Widerstand leistete. Mindestens 25 Prozesse vor dem Reichskammergericht sind in der Zeit zwischen 1526 und 1656 noch nachzuweisen, mindestens 10 Endurteile sind ergangen. Letztendlich musste jede obrigkeitliche Anordnung einer Überprüfung durch das Hattgauer Schöffengericht standhalten. Schöffen in diesem Gericht waren führende Bauern des Bezirks. Und der Huldigungseid der Hattgauer enthielt eine viel weniger die Untertanenrechte einschränkende Formel als in der übrigen Grafschaft. So fehlten z. B. die Beschränkungen hinsichtlich des freien Wegzuges aus dem Gebiet.
Die Obrigkeit schäumte, wie es die Elsässische Chronik von Bernhard Hertzog widerspiegelt, einem führenden Hanau-Lichtenberger Beamten, der zu den Bauern im Hattgau schreibt:

„Es hat der Hettgaw sein besondern bezircksverwendte widerspenstige dueckische Bauren, welche nicht vil auff ire ordentliche Oberkeit, denen von Hanaw, geben; unterstehen ihr besondere Freiheiten, deren sie zum Theil wenig befugt, halßstarriger weiße zu erhalten; hat die Oberkeit viel mit ihnen zu schaffen, seind weibisch und dueckisch wo sie koenden.“

Durch die Reunionspolitik Frankreichs fielen um 1680 die im Elsass gelegenen Teile der Grafschaft Hanau-Lichtenberg unter die Oberhoheit Frankreichs. Dazu zählte auch das Amt Hatten.

### Hessen-Darmstadt
1736 starb mit Graf Johann Reinhard III. der letzte männliche Vertreter des Hauses Hanau. Aufgrund der Ehe seiner einzigen Tochter, Charlotte (* 1700; † 1726), mit dem Erbprinzen Ludwig (VIII.) (* 1691; † 1768) von Hessen-Darmstadt fiel die Grafschaft Hanau-Lichtenberg nach dort. Als Folge der Französischen Revolution fiel dann der linksrheinische Teil der Grafschaft Hanau-Lichtenberg – und damit auch das Amt Hatten – an Frankreich. Dieses löste im Zuge der revolutionären Umstrukturierung der Verwaltung auch die alte Amtsverwaltung auf.
Nach einer Zählung vom Mai 1798 hatte das Amt 5.546 Einwohner.

## Gliederung

### Zugehörige Dörfer
| Ort                                          | Herkunft                                                                                  | Recht                                        | Anmerkung |
| -------------------------------------------- | ----------------------------------------------------------------------------------------- | -------------------------------------------- | --- |
| Buhl (Bühl)                                  | Erst 1720 an Hanau-Lichtenberg, davor zum ehemals fleckensteinischen Amt Rödern.          |                                              | |
| Hatten (Dorf)                                | 1332 von den Landgrafen im Elsass gekauft                                                 | Reichslehen                                  | Die ortsansässigen Bauern verstanden sich als freie Bauern. Sie hatten so keinen Bedarf, städtische Freiheiten verliehen zu bekommen, sie waren ja schon frei. Deshalb erhielt Hatten auch – im Gegensatz zu anderen größeren Orten der Herrschaft Lichtenberg – nie Stadtrechte verliehen. |
| Burg Hatten                                  | 1354? Von den Lichtenbergern errichtet                                                    | Kurpfälzisches Lehen                         | Die Burg war ein aufgetragenes Lehen an und von der Kurpfalz. |
| Hohwiller (Hohweiler)                        | Erst im 18. Jh. an Hanau-Lichtenberg, davor zum ehemals fleckensteinischen Amt Sulz u. W. |                                              | |
| Kühlendorf (Kuhlendorf)                      | 1332 von den Landgrafen im Elsass gekauft                                                 | Reichslehen                                  | |
| Leiterswiller (Leutersweiler, Leitersweiler) | 1332 von den Landgrafen im Elsass gekauft                                                 | Reichslehen                                  | |
| Niederbetschdorf                             | 1332 von den Landgrafen im Elsass gekauft                                                 | Reichslehen                                  | |
| Oberbetschdorf                               | 1332 von den Landgrafen im Elsass gekauft                                                 | Reichslehen                                  | |
| Reimerswiller (Reimersweiler)                | 1332 von den Landgrafen im Elsass gekauft                                                 | Reichslehen                                  | |
| Rittershofen                                 | 1332 von den Landgrafen im Elsass gekauft                                                 | Reichslehen                                  | |
| Schwabwiller (Schwabweiler)                  | 1332 von den Landgrafen im Elsass gekauft                                                 | Lehen des Bischofs von Metz oder Reichslehen | |
| Westhofen (Westheim)                         | 1332 von den Landgrafen im Elsass gekauft                                                 | Reichslehen                                  | Hof, heute zu Hatten, Dorfwüstung |

### Weiterer Bestand
Zum Amt Hatten gehörten weiter zahlreiche Mühlen und Einzelhöfe: Altmühle (später: Brandmühle), Neumühle (bei Niederbetschdorf oder Brühl), Niederrödererhof, Rentershofen (Wüstung), Hattener Rothmühle, Sandmühle (Niederbetschdorf), Schwabweilermühle und Steinmühle (Oberbetschdorf).